# Método Jominy

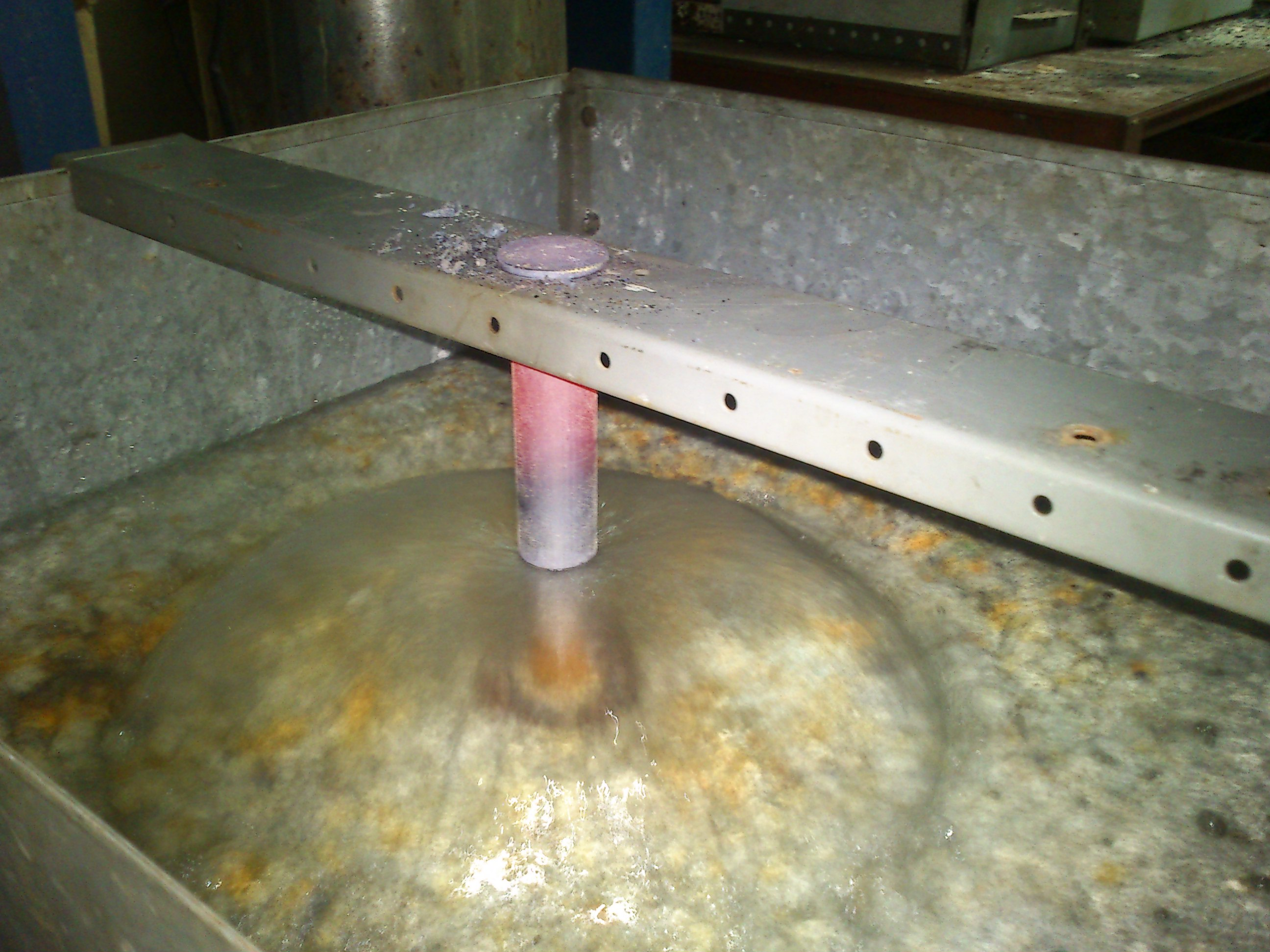
Probeta sometida a un chorro de agua para el ensayo jominy.

Método Jominy o Ensayo Jominy es procedimiento estándar para determinar la templabilidad.
Se trata de templar una probeta estandarizada del acero estudiado. Primero se calienta a la temperatura de austenización, enfriándola posteriormente mediante un chorro de agua con una velocidad de flujo y a una temperatura especificada, el cual sólo enfría su cara inferior. Dicha cara actúa como superficie templante y enfría la probeta de forma longitudinal hacia su extremo superior solo por conducción, apareciendo un gradiente de velocidades de enfriamiento desde la máxima velocidad en el extremo templado (inferior), a la mínima en el extremo superior.
Una vez que la probeta se ha enfriado a temperatura ambiente, se desbasta una tira de 0,4 milímetros de espesor y se determina la dureza a lo largo de los 50 mm primeros de la probeta. En los primeros 12,5 mm las lecturas de dureza se toman a intervalos de 1,6 mm y en los 37,5 mm siguientes cada 3,2 mm. Después se traza una curva de templabilidad representando los valores de dureza en función de la distancia al extremo templado.